# Liste der Bürgermeister von Balingen
Die Liste der Bürgermeister von Balingen führt die Bürgermeister der Stadt Balingen im Zollernalbkreis im Süden Baden-Württembergs auf. Das Stadtgebiet besteht aus der Kernstadt Balingen und den Stadtteilen Dürrwangen, Endingen, Engstlatt, Erzingen, Frommern, Heselwangen, Ostdorf, Roßwangen, Stockenhausen, Streichen, Weilstetten und Zillhausen.

## Bürgermeister
Folgende Personen waren Stadtoberhäupter von Balingen seit 1819:
- 1819–1848: Johannes Zürn
- 1848–1855: Christian August Sigel
- 1855–1869: Johann Michael Eisele
- 1869–1906: Wilhelm Friedrich Eisele
- 1906–1919: Friedrich Hofmann
- 1919–1936: Hermann Friedrich Rommel
- 1937–1945: Kurt Friederichs
- 1945–1946: Robert Wahl
- 1946–1948: Walter Fuchs
- 1948–1954: Gottlob Maurer
- 1955–1975: Albert Hagenbuch
- 1975–1991: Eugen Fleischmann (SPD)
- 1991–2007: Edmund Merkel (CDU)
- 2007–2023: Helmut Reitemann (CDU)
- seit 2023: Dirk Abel (CDU)